# مسابقات تکواندو قهرمانی آسیا ۲۰۲۲
مسابقات تکواندو قهرمانی آسیا ۲۰۲۲ بیست و پنجمین دورهٔ مسابقات تکواندو قهرمانی آسیا بود که از ۲۴ تا ۲۷ ژوئن ۲۰۲۲ در سالن ورزشی هوبان، چانچئون، کرهٔ جنوبی برگزار شد.

## خلاصه مدال

### مردان
| دسته                 | طلا                         | نقره                    | برنز                           |
| کاه‌وزن ۵۴− کیلوگرم   | پارک تائه-جون · کرهٔ جنوبی   | لؤی احمدان · اردن       | فهد السمیح · عربستان سعودی     |
| کاه‌وزن ۵۴− کیلوگرم   | پارک تائه-جون · کرهٔ جنوبی   | لؤی احمدان · اردن       | شاه‌زیب خان · پاکستان           |
| مگس‌وزن ۵۸− کیلوگرم   | بای جون-سییو · کرهٔ جنوبی    | مهدی حاجی‌موسایی · ایران | محسن رضایی · افغانستان         |
| مگس‌وزن ۵۸− کیلوگرم   | بای جون-سییو · کرهٔ جنوبی    | مهدی حاجی‌موسایی · ایران | جسوربک اسرائیلوف · قزاقستان    |
| خروس‌وزن ۶۳− کیلوگرم  | کیم تائه-یونگ · کرهٔ جنوبی   | لیانگ یوشوآی · چین      | زید الحلوانی · اردن            |
| خروس‌وزن ۶۳− کیلوگرم  | کیم تائه-یونگ · کرهٔ جنوبی   | لیانگ یوشوآی · چین      | آدیلت بازاربایف · قزاقستان     |
| پُروزن ۶۸− کیلوگرم    | الغ‌بیگ رشیدوف · ازبکستان    | زید مصطفی · اردن        | دانیال بزرگی · ایران           |
| پُروزن ۶۸− کیلوگرم    | الغ‌بیگ رشیدوف · ازبکستان    | زید مصطفی · اردن        | زیائو چنمینگ · چین             |
| سبک‌وزن ۷۴− کیلوگرم   | جسوربک جیسونوف · ازبکستان   | میرهاشم حسینی · ایران   | لاکچای هائویی‌هونگتونگ · تایلند |
| سبک‌وزن ۷۴− کیلوگرم   | جسوربک جیسونوف · ازبکستان   | میرهاشم حسینی · ایران   | احمد بهلول · فلسطین            |
| ولتروزن ۸۰− کیلوگرم  | شهرت صلاحف · ازبکستان       | صالح الشربتی · اردن     | سئو گئون-وو · کرهٔ جنوبی        |
| ولتروزن ۸۰− کیلوگرم  | شهرت صلاحف · ازبکستان       | صالح الشربتی · اردن     | نورلان میرزابایف · قزاقستان    |
| میان‌وزن ۸۷− کیلوگرم  | نیکیتا رافالوویچ · ازبکستان | فهد عمار صبیحی · اردن   | اسماعیل دویسبای · قزاقستان     |
| میان‌وزن ۸۷− کیلوگرم  | نیکیتا رافالوویچ · ازبکستان | فهد عمار صبیحی · اردن   | لی منگ-ان · تایوان             |
| سنگین‌وزن ۸۷+ کیلوگرم | سونگ ژائوژیانگ · چین        | علیرضا نادعلیان · ایران | کانگ یئون-هو · کرهٔ جنوبی       |
| سنگین‌وزن ۸۷+ کیلوگرم | سونگ ژائوژیانگ · چین        | علیرضا نادعلیان · ایران | علی‌اکبر امیری · افغانستان      |

### بانوان
| دسته                 | طلا                     | نقره                          | برنز                         |
| کاه‌وزن ۴۶− کیلوگرم   | کانگ می-رئو · کرهٔ جنوبی | جولانان کانتیکولانون · تایلند | کارن اوشیما · ژاپن           |
| کاه‌وزن ۴۶− کیلوگرم   | کانگ می-رئو · کرهٔ جنوبی | جولانان کانتیکولانون · تایلند | ریتا باکیشوا · قزاقستان      |
| مگس‌وزن ۴۹− کیلوگرم   | گوئو چینگ · چین         | مبینا نعمت‌زاده · ایران        | بوتاکوز کاپانوا · قزاقستان   |
| مگس‌وزن ۴۹− کیلوگرم   | گوئو چینگ · چین         | مبینا نعمت‌زاده · ایران        | کانگ بو-را · کرهٔ جنوبی       |
| خروس‌وزن ۵۳− کیلوگرم  | ناهید کیانی · ایران     | چراس قیوموا · ازبکستان        | دنیا ابوطالب · عربستان سعودی |
| خروس‌وزن ۵۳− کیلوگرم  | ناهید کیانی · ایران     | چراس قیوموا · ازبکستان        | وانگ ژیائولو · چین           |
| پُروزن ۵۷− کیلوگرم    | لوئو زونگ‌شی · چین       | لی آ-رئوم · کرهٔ جنوبی         | فانناپا هارنسوجین · تایلند   |
| پُروزن ۵۷− کیلوگرم    | لوئو زونگ‌شی · چین       | لی آ-رئوم · کرهٔ جنوبی         | زهرا شیدایی · ایران          |
| سبک‌وزن ۶۲− کیلوگرم   | نام مین-سئو · کرهٔ جنوبی | نسترن والی‌زاده · ایران        | فیروزه صدیقوا · ازبکستان     |
| سبک‌وزن ۶۲− کیلوگرم   | نام مین-سئو · کرهٔ جنوبی | نسترن والی‌زاده · ایران        | ساسیکارن تونگچان · تایلند    |
| ولتروزن ۶۷− کیلوگرم  | جولیانا الصادق · اردن   | لیو جونهونگ · چین             | ماهرو حلیموا · تاجیکستان     |
| ولتروزن ۶۷− کیلوگرم  | جولیانا الصادق · اردن   | لیو جونهونگ · چین             | نورای حسینوا · قزاقستان      |
| میان‌وزن ۷۳− کیلوگرم  | زهرا پوراسماعیل · ایران | جنسل دنیز · قزاقستان          | ورد سلمان · لبنان            |
| میان‌وزن ۷۳− کیلوگرم  | زهرا پوراسماعیل · ایران | جنسل دنیز · قزاقستان          | میونگ می-نا · کرهٔ جنوبی      |
| سنگین‌وزن ۷۳+ کیلوگرم | اکرم خدابنده · ایران    | ژو زچی · چین                  | سِوِتلانا عاصفوا · ازبکستان    |
| سنگین‌وزن ۷۳+ کیلوگرم | اکرم خدابنده · ایران    | ژو زچی · چین                  | علیسار الیاس · سوریه         |

## جدول مدال
| رتبه            | کشور            | طلا | نقره | برنز | مجموع |
| --------------- | --------------- | --- | ---- | ---- | ----- |
| ۱               | کرهٔ جنوبی       | ۵   | ۱    | ۴    | ۱۰    |
| ۲               | ازبکستان        | ۴   | ۱    | ۲    | ۷     |
| ۳               | ایران           | ۳   | ۵    | ۲    | ۱۰    |
| ۴               | چین             | ۳   | ۳    | ۲    | ۸     |
| ۵               | اردن            | ۱   | ۴    | ۱    | ۶     |
| ۶               | قزاقستان        | ۰   | ۱    | ۷    | ۸     |
| ۷               | تایلند          | ۰   | ۱    | ۳    | ۴     |
| ۸               | افغانستان       | ۰   | ۰    | ۲    | ۲     |
| ۸               | عربستان سعودی   | ۰   | ۰    | ۲    | ۲     |
| ۱۰              | تاجیکستان       | ۰   | ۰    | ۱    | ۱     |
| ۱۰              | تایوان          | ۰   | ۰    | ۱    | ۱     |
| ۱۰              | سوریه           | ۰   | ۰    | ۱    | ۱     |
| ۱۰              | فلسطین          | ۰   | ۰    | ۱    | ۱     |
| ۱۰              | لبنان           | ۰   | ۰    | ۱    | ۱     |
| ۱۰              | پاکستان         | ۰   | ۰    | ۱    | ۱     |
| ۱۰              | ژاپن            | ۰   | ۰    | ۱    | ۱     |
| مجموع (۱۶ کشور) | مجموع (۱۶ کشور) | ۱۶  | ۱۶   | ۳۲   | ۶۴    |

## رتبه‌بندی تیمی
| Rank | Team      | Points |
| ---- | --------- | ------ |
| ۱    | ازبکستان  | ۵۰۱    |
| ۲    | کره جنوبی | ۴۲۱    |
| ۳    | اردن      | ۲۳۹    |
| ۴    | چین       | ۲۰۷    |
| ۵    | ایران     | ۱۸۷    |

| Rank | Team      | Points |
| ---- | --------- | ------ |
| ۱    | ایران     | ۵۰۰    |
| ۲    | چین       | ۳۷۹    |
| ۳    | کره جنوبی | ۳۴۷    |
| ۴    | اردن      | ۱۲۷    |
| ۵    | قزاقستان  | ۱۲۱    |